# Бово, Чезаре
Че́заре Бо́во (итал. Cesare Bovo; 14 января 1983, Рим) — итальянский футболист, игравший на позиции защитника.

## Карьера

### Клубная

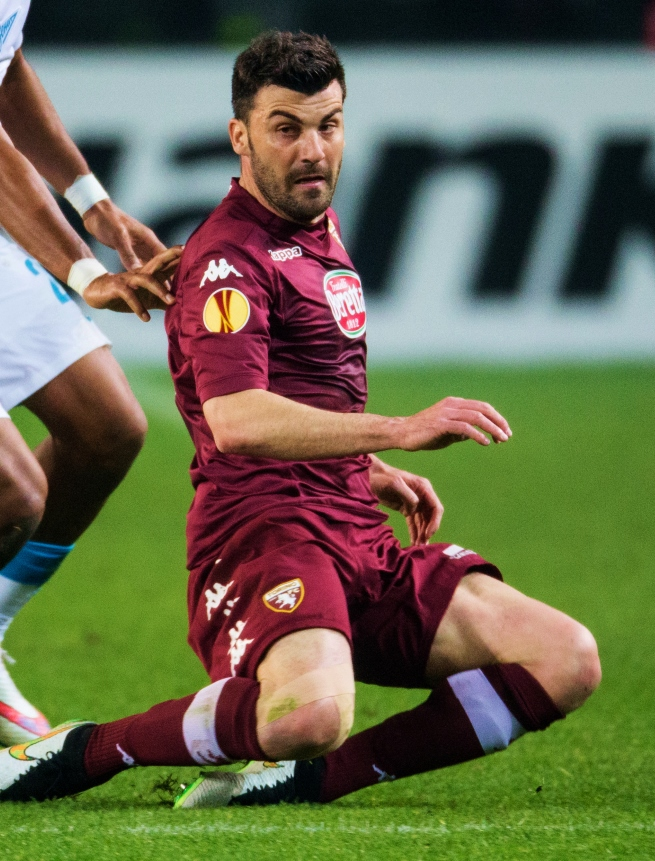
Бово в составе «Торино»

Чезаре Бово — воспитанник «Ромы», он провёл 1 матч за клуб в Кубке Италии и был отдан в аренду в «Лечче». 5 октября 2003 года он дебютировал в составе клуба в серии А в матче с «Брешией», проигранном «Лечче» 1:4. 2 мая 2004 года он забил гол за клуб, который принёс Лечче победу над «Интером» 2:1 и «спасение» от вылета в серию В. Летом 2004 года Бово был арендован «Пармой», где провёл хороший сезон, в результате чего часть трансфера игрока была выкуплена «Палермо». Летом 2005 года Бово всё же вернулся в «Рому», однако не часто выходил на поле, из-за конкуренции со стороны Куффура, Киву и Мексеса.
В 2006 году, благодаря настойчивости президента «Палермо», Маурицио Дзампарини, клуб выкупил оставшуюся часть прав на футболиста за 2,1 млн евро. Однако закрепиться в составе клуба Бово не смог и в последний день зимнего трансферного окна перешёл, на правах аренды, в «Торино». В июле 2007 года Бово перешёл в «Дженоа», которая заплатила за 50 % прав на футболиста 3,3 млн евро. В «Дженоа» Бово пользовался большим расположением тренера Гасперини, который сразу доверил ему место в основе команды.
19 июня 2008 года Бово был куплен «Палермо», заплатившую 4,5 млн евро. Он дебютировал в составе команды в матче Кубка Италии с «Равенной». Свой первый мяч за клуб Бово забил в матче третьего тура серии А с его бывшей командой, «Дженоа». Всего за первый сезон он провёл 28 матчей и стал вице-капитаном клуба, вместе с Фабрицио Микколи.
4 января 2017 года подписал контракт с «Пескарой».

### Международная
В сборной Италии до 21 года Бово был капитаном. В 2004 году он выиграл с командой молодёжный чемпионат Европы, где он забил второй гол в финальной игре против Сербии и Черногории. В том же году он играл на Олимпиаде, где итальянцы выиграли бронзовые медали. На этом турнире Бово забил гол в 1/4 финала в ворота Мали, выведший команду в полуфинал.

## Статистика
на 25 апреля 2012
| Сезон   | Клуб    | Лига    | Чемпионат | Чемпионат | Кубок | Кубок | Континт. | Континт. |
| Сезон   | Клуб    | Лига    | Игры      | Голы      | Игры  | Голы  | Игры     | Голы     |
| ------- | ------- | ------- | --------- | --------- | ----- | ----- | -------- | -------- |
| 2001/02 | Рома    | Серия А | 0         | 0         | 1     | 0     | 0        | 0        |
| 2002/03 | Лечче   | Серия В | 11        | 0         | 2     | 0     | —        | —        |
| 2003/04 | Лечче   | Серия А | 19        | 2         | 0     | 0     | —        | —        |
| 2004/05 | Парма   | Серия А | 33        | 2         | 1     | 0     | 8        | 0        |
| 2005/06 | Рома    | Серия А | 22        | 0         | 7     | 0     | 7        | 1        |
| 2006/07 | Палермо | Серия А | 1         | 0         | 1     | 0     | 0        | 0        |
| 2006/07 | Торино  | Серия А | 7         | 1         | 0     | 0     | —        | —        |
| 2007/08 | Дженоа  | Серия А | 27        | 0         | 0     | 0     | —        | —        |
| 2008/09 | Палермо | Серия А | 28        | 1         | 1     | 0     | —        | —        |
| 2009/10 | Палермо | Серия А | 27        | 2         | 3     | 0     | —        | —        |
| 2010/11 | Палермо | Серия А | 32        | 4         | 4     | 1     | —        | —        |
| 2011/12 | Дженоа  | Серия А | 8         | 0         | 0     | 0     | —        | —        |

## Достижения
- Кавалер ордена «За заслуги перед Итальянской Республикой»: 27 сентября 2004 года